# Alyssum klimesii
Alyssum klimesii är en korsblommig växtart som beskrevs av Al-shehbaz. Alyssum klimesii ingår i släktet stenörter, och familjen korsblommiga växter. Inga underarter finns listade i Catalogue of Life.